# Набонасар
Набонассар (аккад. Набу-нацир (Nabu-nasir), букв. «Набу-хранитель», также Набунасир) — царь Вавилонии, правил приблизительно в 748 — 734 годах до н. э., из VIII Вавилонской династии.
В его правление в Ассирии закончился период смут и гражданской войны; к власти пришёл энергичный военачальник Тиглатпаласар III. Последний на 3-м году правления Набонассара, в месяце ташриту (сентябрь — октябрь) 745 года до н. э. двинул свои войска в Вавилонию и прошёл всю страну до Персидского залива, громя халдейские племена и выселяя в Ассирию множество пленных. Не исключено, что Набонассар сам призвал ассирийцев на помощь в борьбе против халдеев и эламитов.
Более позднее предание, что Тиглатпаласар вёл с Набонасаром битву при Борсиппе не подтверждается ранними клинописными текстами. Ассирийцы не причинили никакого ущерба вавилонским городам, ассирийский царь всячески подчёркивал свою роль их защитника и покровителя. В результате этого похода Тиглатпаласар стал сюзереном вавилонского царя и принял титул «царь Шумера и Аккада».
Пятым годом правления Набонассара (743 год до н. э.) датировано вступление на трон Элама царя Хумпаникаша. В 734 году до н. э. Набонассар тяжело заболел и умер после 14-летнего царствования.
По сообщению Бероса и ряда других авторов, при Набонассаре была осуществлена реформа календаря. С именем Набонассара связана «Эра Набонассара»; именно с его первого года правления начал свою эру (то есть начальный пункт отсчёта хронологических вычислений) древнегреческий астроном и учёный Клавдий Птолемей, поскольку ему были известны астрономические наблюдения только начиная с правления этого царя. Эта эра началась 26 февраля (с началом года 1 тота древнеегипетского календаря) в 12 часов дня 747 года до н. э..